# غاري ويتاكر
غاري ويتاكر (بالإنجليزية: Gary Whittaker)‏ هو لاعب كرة قدم بريطاني في مركز الهجوم، ولد في 16 أغسطس 1974 في جزر كايمان في المملكة المتحدة. شارك مع منتخب جزر كايمان لكرة القدم.

## وصلات خارجية
- غاري ويتاكر على موقع الاتحاد الدولي (مؤرشف)  (الإنجليزية)
- غاري ويتاكر على موقع قاعدة بيانات كرة القدم.إي يو (الإنجليزية)
- غاري ويتاكر على موقع ناشيونال فوتبول تيمز (الإنجليزية)